# 神田延祐
神田 延祐(かんだ のぶすけ、1925年9月26日 - ）は、日本の経営者。三和銀行副頭取、第二電電社長を務めた。山口県出身。

## 経歴
1952年に東京大学経済学部経済学科を卒業し、同年に三和銀行に入行。
1974年5月に取締役に就任し、1976年12月に常務、1979年6月に専務を経て、1982年4月に副頭取に就任し、1988年6月には副会長に就任。
1988年6月に京セラと第二電電で取締役に就任し、1989年6月に京セラ副会長と第二電電社長に就任。1993年12月から1997年6月までに第二電電で取締役相談役を務めた。
1994年5月に太平洋人材交流センター会長に就任し、1987年6月から2003年6月までに関西テレビ放送監査役を務めた